# Halové mistrovství České republiky v atletice
Halové mistrovství České republiky v atletice se koná pravidelně od roku 1993.

## Přehled ročníků
| - HMR 1993 – Praha 20.–21. 2. 1993 - HMR 1994 – Jablonec nad Nisou 26.–27. 2. 1994 - HMR 1995 – Praha 25.–26. 2. 1995 - HMR 1996 – Praha 24.–25. 2. 1996 - HMR 1997 – Praha 22.–23. 2. 1997 - HMR 1998 – Praha 14.–15. 2. 1998 - HMR 1999 – Praha 20.–21. 2. 1999 - HMR 2000 – Praha 12.–13. 2. 2000 - HMR 2001 – Praha 17.–18. 2. 2001 - HMR 2002 – Praha 16.–17. 2. 2002 - HMR 2003 – Bratislava 1.–2. 3. 2003 - HMR 2004 – Praha 21.–22. 2. 2004 - HMR 2005 – Praha 19.–20. 2. 2005 - HMR 2006 – Praha 25.–26. 2. 2006 - HMR 2007 – Praha 24.–25. 2. 2007 - HMR 2008 – Praha 23.–24. 2. 2008 Zde - HMR 2009 – Praha 21.–22. 2. 2009 Zde - HMR 2010 – Praha 27.–28. 2. 2010 Zde | - HMR 2011 – Praha 19.–20. 2. 2011 Zde - HMR 2012 – Praha 25.–26. 2. 2012 Zde - HMR 2013 – Praha 16.–17. 2. 2013 Zde - HMR 2014 – Praha 15.–16. 2. 2014 Zde - HMR 2015 – Praha 21.–22. 2. 2015 Zde - HMR 2016 – Ostrava 27.–28. 2. 2016 Zde - HMR 2017 – Praha 25.–26. 2. 2017 Zde - HMR 2018 – Praha 17.–18. 2. 2018 Zde - HMR 2019 – Ostrava 16.–17. 2. 2019 Zde - HMR 2020 – Ostrava 22.–23. 2. 2020 Zde - HMR 2021 – Ostrava 20.–21. 2. 2021 Zde - HMR 2022 – Ostrava 5.–6. 3. 2022 Zde - HMR 2023 – Ostrava 18.–19. 2. 2023 Zde - HMR 2024 – Ostrava 17.–18. 2. 2024 Zde - HMR 2025 – Ostrava 22.–23. 2. 2025 Zde |

## Rekordy halového mistrovství Československa/Česka

### Muži
| Disciplína    | Atlet           | Výkon     | Rok rekordu   | Karta atleta |
| ------------- | --------------- | --------- | ------------- | ------------ |
| 60 m          | Zdeněk Stromšík | 6,59 s    | HMR 2023      | Zde          |
| 200 m         | Pavel Maslák    | 20,52 s   | HMR 2014      | Zde          |
| 400 m         | Pavel Maslák    | 45,27 s   | HMR 2015      | Zde          |
| 800 m         | Daniel Kotyza   | 1:46,54   | HMR 2024      | Zde          |
| 1 500 m       | Filip Sasínek   | 3:39,05   | HMR 2025      | Zde          |
| 60 m překážek | Petr Svoboda    | 7,44 s    | HMR 2010      | Zde          |
| 3 000 m       | Lubomír Tesáček | 7:51,59   | HMR 1986 ČSSR | Zde          |
| Skok do výšky | Jaroslav Bába   | 230 cm    | HMR 2008      | Zde          |
| Skok o tyči   | Jan Kudlička    | 577 cm    | HMR 2016      | Zde          |
| Skok daleký   | Milan Gombala   | 811 cm    | HMR 1993      |              |
| Trojskok      | Milan Mikuláš   | 16,81 m   | HMR 1986 ČSSR | Zde          |
| Vrh koulí     | Tomáš Staněk    | 21,59 m   | HMR 2018      | Zde          |
| Sedmiboj      | Tomáš Dvořák    | 6211 bodů | HMR 1997      | Zde          |
| 4x200 metrů   | Dukla Praha     | 1:23,71   | HMR 2025      |              |
| 4x400 metrů   | PSK Olymp Praha | 3:13.62   | HMR 2007      |              |

### Ženy
| Disciplína    | Atletka                | Výkon     | Rok rekordu   | Karta atletky |
| ------------- | ---------------------- | --------- | ------------- | ------------- |
| 60 m          | Karolína Maňasová      | 7,15 s    | HMR 2024      | Zde           |
| 200 m         | Lurdes Gloria Manuel   | 23,21 s   | HMR 2025      | Zde           |
| 400 m         | Lada Vondrová          | 51,44 s   | HMR 2024      | Zde           |
| 800 m         | Milena Strnadová       | 1:59,18   | HMR 1986 ČSSR |               |
| 1 500 m       | Kristiina Sasínek Mäki | 4:10,16   | HMR 2025      | Zde           |
| 60 m překážek | Lucie Škrobáková       | 8,03 s    | HMR 2009      | Zde           |
| 3 000 m       | Simona Vrzalová        | 9:04,84   | HMR 2017      | Zde           |
| Skok do výšky | Zuzana Hlavoňová       | 197 cm    | HMR 1999      | Zde           |
| Skok o tyči   | Amálie Švábíková       | 472 cm    | HMR 2023      | Zde           |
| Skok daleký   | Denisa Ščerbová        | 661 cm    | HMR 2004      | Zde           |
| Trojskok      | Šárka Kašpárková       | 14,75 m   | HMR 1998      | Zde           |
| Vrh koulí     | Helena Fibingerová     | 21,58 m   | HMR 1977 ČSSR |               |
| Pětiboj       | Kateřina Cachová       | 5965 bodů | HMR 2016      | Zde           |
| 4x200 metrů   | USK Praha              | 1:36.63   | HMR 2022      |               |
| 4x400 metrů   | USK Praha              | 3:44.74   | HMR 2006      |               |